# Kolorimetrija (kemična metoda)
V fizikalni in analizni kemij je  kolorimetrija tehnika, s katero določamo koncentracijo obarvanih komponent v raztopini.

## Kolorimeter
Kolorimeter je naprava, ki izmeri absorbanco raztopine pri določeni valovni dolžini. Pri uporabi kolorimetra potrebujemo, raztopine različnih redčenj, vključno z referenčno raztopino znane koncentracije. Pri vizuelnem kolorimetru (npr. Dubosq kolorimeter) lahko spreminjamo dolžino svetlobne poti skozi raztopino in primerjamo filtrirano svetlobo. Na podoben način deluje tudi Nessler-jeva cev (najbolj znana po uporabi Nesslerjevega reagenta, ki pa se lahko uporablja le za različne kolorimetrične kemične teste).
Uporabljamo še elektronske avtomatične kolorimetre, ki jih je potrebno pred uporabo kalibrirati s kiveto s kontrolno raztopino.Koncentracija vzorca se lahko izračuna iz intenzitete svetlobe pred in po prehodu skozi vzorec s pomočjo Beer-Lambert-ovega pravila. Barva ali valovna dolžina izbranega filtra je izjemno pomembna, saj mora biti valovna dolžina svetlobe, kolorimetra enaka valovni dolžini, ki jo absorbira preiskovani vzorec (če je raztopina modra, nastavimo filter kolorimetra na rdeče).

## Biuretska metoda
Z biuretsko reakcijo določamo prisotnost peptidnih vezi. V alkalnih pogojih tvori bakrov(II) ion koordinacijsko spojino s štirimi skupinami –NH iz peptidnih vezi. Nastali kompleks  je vijolične barve in ima absorpcijski vrh pri 540-560nm. Dobra lastnost te metode je, da ni interakcij med prostimi aminokislinami in ni velike odvisnosti od aminokislinske sestave, ker baker reagira s peptidno verigo ne s stranskimi skupinami. Glavna pomanjkljivost, ki močno omejuje njeno uporabnost, pa je njena nizka občutljivost : 1-6 mg proteina/ml. Občutljivost bi lahko zvišali :
-z ločitvijo kompleksa baker-protein, z gelsko filtracijo gela, kateri sledi sprostitev bakra iz kompleksa in kolorimetrična meritev 
-z merjenjem absorbance standardne biuretske reakcije pri 310nm.Nekateri pufri, še posebej tisti, ki temeljijo na uporabi Trisa, lahko motijo Biuretsko reakcijo; enako tudi amonijak, ki otežuje meritve frakcij, dobljenih z amonijevim sulfatom.

## Lowryjeva metoda
Lowryjeva metoda (Folin-Ciocalteaujeva metoda) temelji na biuretski reakciji proteinov z bakrom v alkalnih pogojih.Z redukcijo Folin-Ciocalteaujevega reagenta (zmes fosfatov,molibdatov in volframatov) pride do nastanka molibdenskega modrila , Do redukcije pride zaradi oksidacije aromatskih aminokislin, reakcije, ki jo katalizira baker. Metoda je bolj občutljiva kot biuretska reakcija (0.1-1 mg proteina/ml). Za potek reakcije je zelo pomembna vrednost  pH, ki mora biti med 10 in 10.5. Poleg tega je F-C reagent zelo nestabilen v alkalnem okolju, kar zahteva veliko natančnost  časovne izvedbe (molibden se v alkalnem počasi razkraja), da dobimo točne in ponovljive rezultate.
Na potek Lowryjeve metode  vpliva veliko snovi : amino derivati, aminokisline, pufri, maščobe, sladkorji, nukleinske kisline, soli, idr.Predvsem je pomembno, da Lowryjeva metoda ne dopušča prisotnosti različnih detergentov (anionskih, neionskih), saj se ti reagenti pogosto uporabljajo za raztapljanje proteinov. Prednost te metode je kot rečeno visoka občutljivost, saj z redčanjem vzorca redčimo tudi moteče snovi in s tem zmanjšamo njihov škodljivi vpliv.
Dodatna pomanjkljivost tega postopka, ki se pogosto spregleda, je nelinearna standardna krivulja pri višjih koncentracijah.

## Bradfordova metoda
Pri določenih pogojih kisle in bazične skupine proteina reagirajo z organskimi barvili in nastane barvna oborina. To lastnost bi zlahka izkoristili za kvantitativno analizo, vendar so številna barvila neobčutljiva (npr.Orange G) oziroma, imajo druge pomanjkljivosti. Pristop je postal uporaben šele, ko je B. M. Bradford uporabil barvo Coomassie Brilliant Blue G-250. Vezava tega barvila na protein povzroči  premik absorpcijskega vrha iz rdeče v modro (465nm na 595nm). Osnovno raztopino barvila se pripravi v fosforni ali perklorov kislin. Interakcija med anionom barvila in proteinom so elektrostatske in hidrofobne. Metoda je hiter, preprost, enostopenjski postopek: reagent dodajemo vzorcu in merimo absorbanco pri 595nm.Glede na to da je metoda relativna, potrebujemo umeritveno krivuljo, ki jo narišemo glede na izmerjeno absorbanco znanih koncentracij proteina.Za analizo lahko uporabljamo steklene kivete,vendar se kompleks protein-barvilo veže na steklene površine in ga moramo vsakič odstraniti z namakanjem v 0.1 M HCl. Lahko uporabimo tudi kivete za enkratno uporabo. Metoda je zelo občutljiva: 0.2-1.4 mg proteina/ml za standardno raztopino oziroma  5-100μg/ml. Kaže veliko odvisnost od amino-kislinske sestave proteina zaradi vezave, barvila na bazične (zlasti arginin) in aromatske amino-kislinske preostanke. V večini primerov je boljša kot Lowryeva metoda.
--FFAstudent 20:34, 28. januar 2010 (CET)Marija Andjelkovic